# Walter Maisak
Walter Maisak (* 10. Januar 1912 in Böckingen; † 10. Januar 2002) war ein deutscher Künstler.

Walter Maisak zeichnet die Martinswand (Foto, 1938)

## Kindheit
Maisak wurde am 10. Januar 1912 als einziges Kind des Klavierschreiners Karl Maisak (1886–1916) und seiner Frau Emma geb. Schaal (1887–1914) im heutigen Heilbronner Stadtteil Böckingen geboren. Nach dem Beginn des Ersten Weltkriegs verstarb die Mutter im November 1914 an den Folgen einer Operation. Der Vater fiel 1916 an der Front in Galizien. Walter Maisak wuchs im Böckinger Haus seines Großvaters auf, der auch zum Vormund bestimmt wurde. Erzogen wurde er von seiner Tante Karoline Maisak (1882–1962), die in dem Haus ein kleines Schuhgeschäft betrieb. Sie unterstützte und förderte das künstlerische Talent des jungen Walter Maisak.

## Schul-, Lehr- und Studienzeit

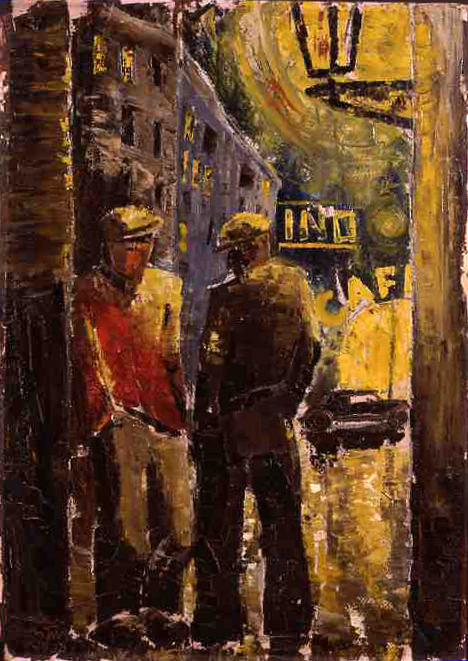
Walter Maisak, Arbeitslose (Öl auf Leinwand, 1930)

Nach dem Besuch der Dammrealschule in Heilbronn, wo er die Mittlere Reife erhielt, begann Maisak 1927 eine Lehre als Schrift- und Dekorationsmaler bei dem Malerbetrieb Georg Lang. Dort schloss er Freundschaft mit Fritz Dähn, der bereits an der Kunstgewerbeschule studiert hatte. Dähn wirkte ab 1948 als Professor an den Kunsthochschulen in Weimar, Dresden und Ostberlin. Während seiner Lehrzeit nahm Maisak abends an den Zeichenkursen von Walther Eberbach an der Volkshochschule teil. Nach der Gesellenprüfung schrieb er sich 1929 an der Württembergischen Staatlichen Kunstgewerbeschule in Stuttgart ein, wo er u. a. bei Rudolf Rochga und Wilhelm van Eiff arbeitete. 1931 wechselte Maisak an die Stuttgarter Akademie der Bildenden Künste und studierte zunächst in der Aktklasse bei Arnold Waldschmidt. 1932 erhielt er beim Akademiewettbewerb den ersten Preis für die Komposition „Straßenarbeiter“ (Walter Maisak-Archiv), 1934 für das Gemälde „Festzug“ (Stadtarchiv Heilbronn). Ab 1933 nahm Maisak Unterricht bei Anton Kolig, als dessen Meisterschüler er 1937 das Studium abschloss. Danach arbeitete er als freier Künstler in Heilbronn und befasste sich mit Malerei, Graphik, Gebrauchsgraphik und Design. Er erhielt Aufträge für Kunst am Bau, ein Tätigkeitsfeld, das ihn zeit seines Lebens beschäftigte. Maisak entwickelte einen individuellen Stil, der stets gegenständlich blieb und Einflüsse des Spätimpressionismus, des Expressionismus und der Neuen Sachlichkeit aufnahm.

## Kriegsdienst und Gefangenschaft in Kasachstan

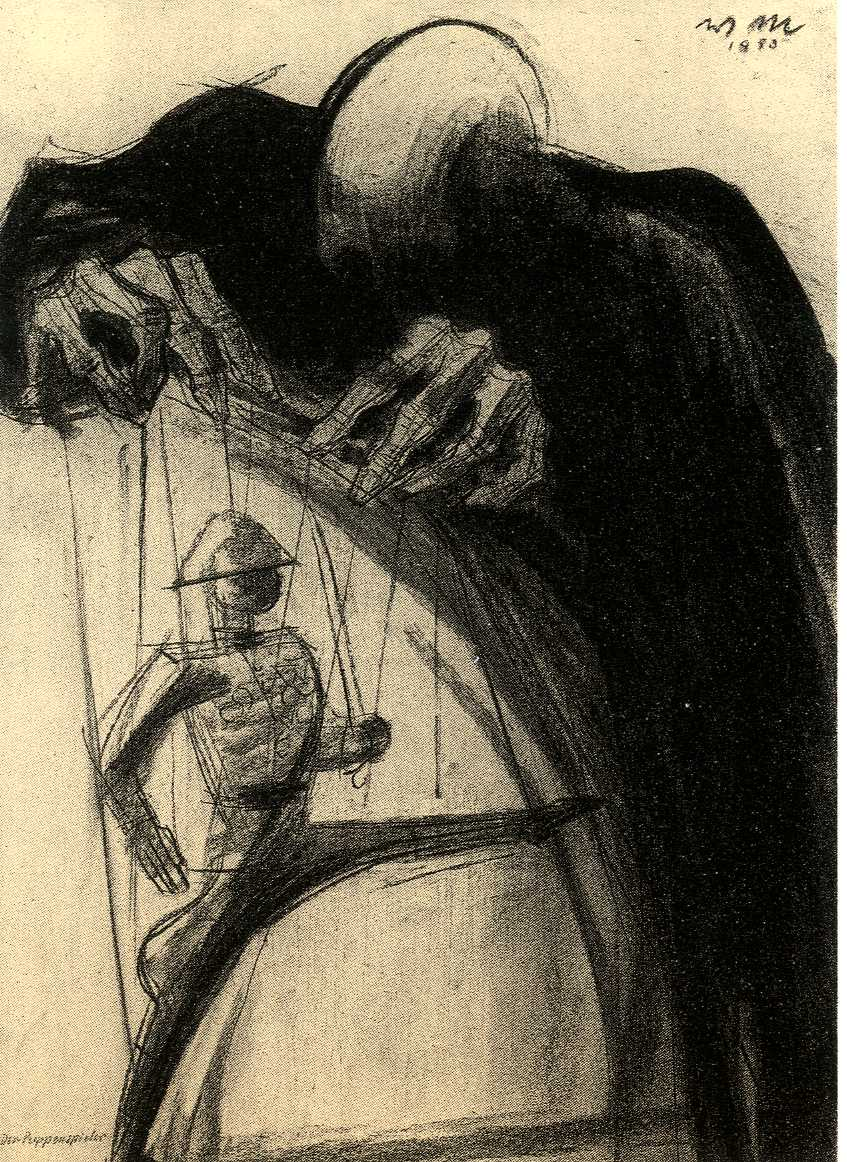
Walter Maisak, Der Puppenspieler (1953)

1940 wurde Maisak zur Wehrmacht eingezogen und unter anderem nach Frankreich, Ungarn und auf die Krim geschickt, wobei er hauptsächlich als Zeichner in der Kartenstelle eingesetzt wurde. Nach Kriegsende gelangte er in sowjetische Kriegsgefangenschaft und wurde in kasachischen Lagern (Leninogorsk, Ust-Kamenogorsk, Almaty) interniert. Seine künstlerische Tätigkeit rettete ihn vor den Bleibergwerken: So ging ein russischer Dolmetscher auf ihn zu und sagte: „Du gehst mit diesem Mädchen und machst was Dir gesagt wird“. Das Mädchen war Kindergärtnerin und beauftragte ihn, die weiß gekalkten Wände des Kindergartens mit Märchenbildern aus einer Kinderillustrierten zu bemalen. Maisak malte alle Kindergärten der Gegend aus und durfte danach wieder zum ersten Kindergarten zurückkehren, wo die Wände wieder weiß überkalkt worden waren.

## Späteres Leben

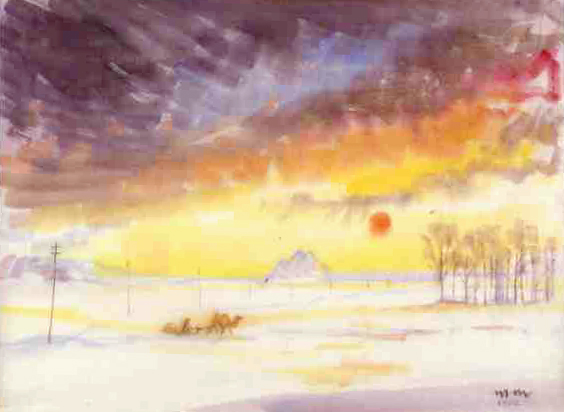
Walter Maisak, Erinnerung an Kasachstan, Aquarell (1967)

Im Herbst 1949 kehrte Maisak aus der Kriegsgefangenschaft nach Heilbronn zurück und wohnte bis zum Lebensende in seinem Haus in Böckingen an der Klingenberger Straße. Seine bevorzugten Themen blieben Figur und Landschaft. In den 1950er Jahren verarbeitete er die traumatischen Erlebnisse von Krieg und Gefangenschaft in ausdrucksstarken Gemälden und in einem Zyklus von Kohlezeichnungen, die er „Homo“ oder „Erlebte Visionen“ nannte (Städtische Museen Heilbronn). In den 1960er Jahren führten ihn mehrere Reisen nach Südfrankreich, die ihn zu starkfarbigen Landschaftsaquarellen inspirierten. Maisak erhielt in der Region Heilbronn/Franken zahlreiche Aufträge für Kunst am Bau und führte seit den 50er Jahren über 100 Projekte im öffentlichen Raum in verschiedenen Techniken aus.
Walter Maisak verstarb am Tag seines 90. Geburtstags im Jahr 2002 und wurde auf dem Böckinger Friedhof bestattet.
Der künstlerische Nachlass von Walter Maisak wird seit 2016 im Walter Maisak-Archiv in Heilbronn am Neckar betreut.

## Werke

### Wandbild:Robert Mayer
1958 entwarf er die Eisenplastik „Robert Mayer – Erhaltung der Energie“ in Heilbronn zum Gedenken an das Wohnhaus von Robert Mayer im Kirchhöfle 13.

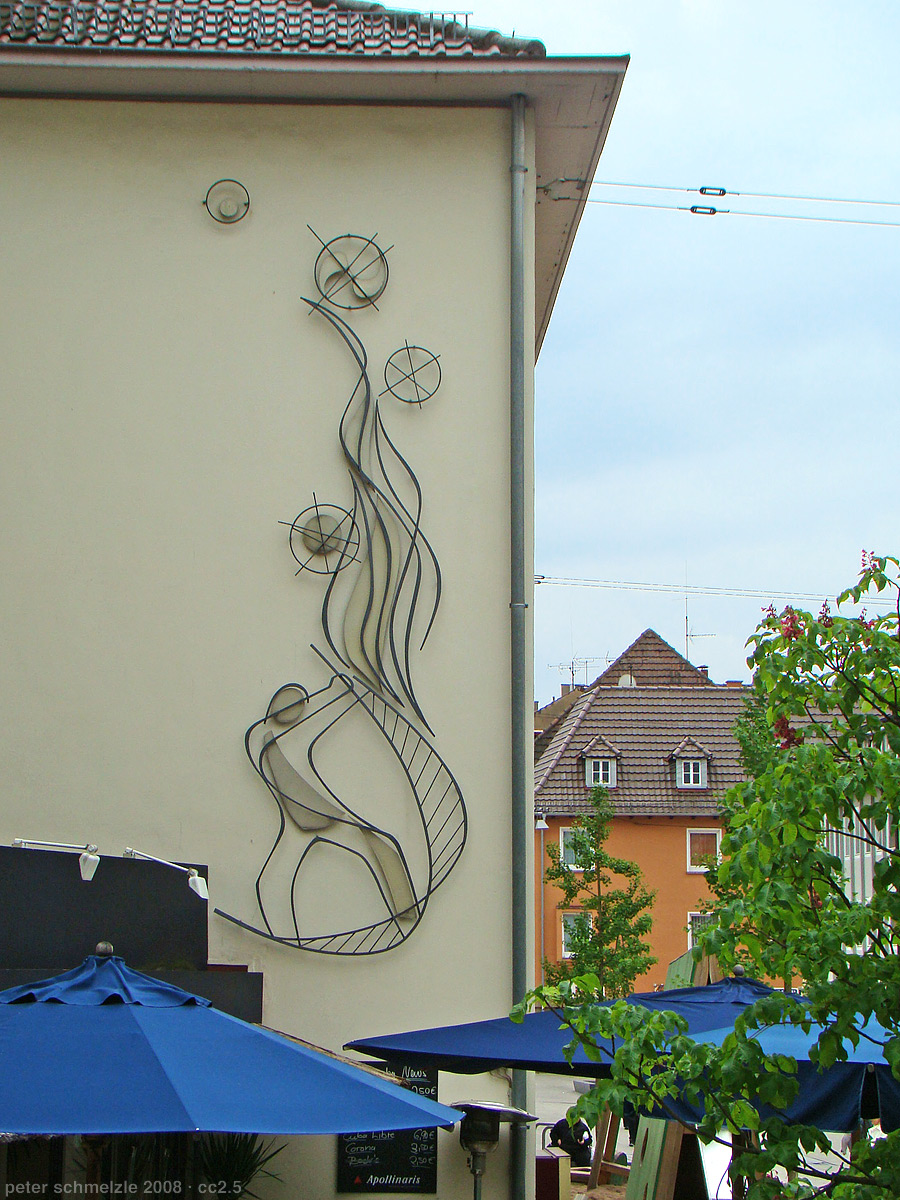
1958 von Walter Maisak: Gedenkbild an Robert Mayer

### Wandbild:Deutschordensritter
1961 wurde ein von ihm gestaltetes Wandbild im Treppenaufgang des Deutschhofs fertiggestellt, das einen Fries in Gelbtönen mit stilisierten Deutschordensrittern zeigt.
1966 schuf er Glasbetonfenster mit sakralen Motiven für die Aussegnungshallen in Wüstenrot, Bonfeld und Auenstein sowie für den Sitzungssaal des Rathauses in Lauffen am Neckar. Für die Festhalle in Wüstenrot entwarf er 1970 das Betonrelief „Schwäbischer Wald“ mit abstrahierten Baumformen. 1975 gestaltete er für das Petrus-Gemeindehaus in Böckingen „Petri Fischzug“, eine Eisenplastik mit Glasmosaik. 1989 schuf er für die Festhalle in Neuenstein ein Holzrelief, das Motive der Altstadt aufnimmt.

### Fensterwand:Blühender Lebensbaum
1969 entwarf Maisak für die Friedhofshalle in Biberach die 13 Meter lange und fünf Meter hohe Fensterwand Blühender Lebensbaum.

### Heilbronn im Frühling(1960)
Ein 74 × 105 cm großes Ölgemälde, das Heilbronn im Frühling darstellen soll, hängt im städtischen Museen Heilbronn.

### Die Letzten(1955)
Ein 70 × 91 cm großes Gemälde, das Überlebende nach dem Luftangriff im zerstörten Heilbronn zeigt, hängt in den städtischen Museen Heilbronn.

### Der Gefangene(1950)
Ein 108 × 116 cm großes Gemälde, das einen Gefangenen zeigt hängt im städtischen Museen Heilbronn.

### Elend Einsamkeit(1953)
Ein 43 × 59 cm großes Gemälde hängt im städtischen Museen Heilbronn.

### Der Gefesselte(1950)
Ein 65 × 85 cm großes Gemälde hängt im städtischen Museen Heilbronn.

## Einzelausstellungen
Walter Maisak nahm an zahlreichen Ausstellungen teil, vor allem in Heilbronn.
Einzelausstellungen:
- 1962 Retrospektive, Kunstverein Heilbronn
- 1977 Landschaftsskizzen (ebd.)
- 1985 Walter Maisak: Baumlandschaften, Orangerie Kassel
- 1986 Rathaus Bietigheim-Bissingen
- 1987 Stadtbücherei Heilbronn
- 1989 Kunst am Bau, Rathaus Heilbronn
- 1992 Walter Maisak. Der stille Chronist, Städtische Museen Heilbronn
- 1997 Meine Zeichnungen, Stadtbücherei Heilbronn
- 1998 Figur und Landschaft. Spachtelbilder, Kunst im Flüchttor, Brackenheim
- 1999 Landschaften, Kreissparkasse Heilbronn
- 2004 Erinnerung an Walter Maisak, Petrus-Gemeindehaus Böckingen
- 2012 „Was ist der Mensch?“ Walter Maisak zum 100. Geburtstag, Künstlerbund Heilbronn
- 2013 Walter Maisak: „Meine Landschaften“, Rathaus Öhringen